# 더 파더
《더 파더》(영어: The Father)는 2020년 공개된 드라마 영화이다. 플로리앙 젤레르가 쓴 희곡 《아버지》(Le Père)를 영화화한 작품으로 젤레 본인이 직접 감독과 각본을 맡았다. 앤서니 홉킨스, 올리비아 콜먼, 마크 게이티스, 이머전 푸츠, 루퍼스 슈얼이 출연한다. 2020년 선댄스 영화제에서 전 세계 최초로 공개되었다.

## 줄거리
영화 "더 파더"는 치매를 앓고 있는 노인 앤서니의 시점에서 이야기가 전개된다. 딸 앤은 앤서니를 돌보기 위해 여러 간병인을 고용하지만, 앤서니는 계속해서 이들을 내쫓는다. 그는 자신의 시계를 훔쳐갔다고 간병인을 의심하는 등 혼란스러운 모습을 보인다. 앤은 파리로 이사할 계획을 밝히지만, 앤서니는 그녀의 결혼 사실조차 기억하지 못한다. 앤서니는 간병인을 거부하면 요양원으로 옮겨질 수 있다는 이야기를 듣게 된다.
어느 날 앤서니는 자신의 집에서 낯선 남자 폴을 만나게 된다. 폴은 앤의 남편이라고 말하지만, 곧이어 앤이 다른 모습으로 나타나 앤서니를 더욱 혼란스럽게 한다. 새로운 간병인 로라를 맞이하지만, 앤서니는 그녀에게서 오랫동안 보지 못한 딸 루시를 떠올린다. 그는 자신이 댄서였다고 주장하고, 루시의 그림 실력을 자랑스러워하지만, 루시에게 사고가 있었다는 사실은 전혀 기억하지 못한다. 
시간이 흐르면서 앤서니는 자신의 집이라고 믿었던 공간이 사실은 딸 앤의 집이며, 오랫동안 딸과 함께 살고 있었음을 알게 된다. 앤과 남편(때로는 폴, 때로는 제임스라고 불리며 다른 모습으로 나타나는)은 앤서니를 돌보는 문제로 갈등을 겪고, 남편은 앤서니에게 폭력을 행사하기도 한다. 앤서니는 환각과 현실을 오가며 혼란스러워하고, 기억 속에서 루시가 병상에 누워 있는 모습을 본다.
결국 앤서니는 요양원에 들어가게 되고, 간호사 캐서린은 그에게 앤이 파리에 살고 있으며 가끔 방문한다는 사실을 알려준다. 앤서니는 자신이 어떻게 되어가고 있는지 이해할 수 없는 현실에 절망하고, 엄마를 찾으며 어린아이처럼 울음을 터뜨린다. 그는 자신이 나뭇잎처럼, 가지처럼, 바람과 비처럼 모든 것을 잃어가고 있다고 호소한다. 캐서린은 그를 위로하며 함께 공원에 가자고 약속한다. 영화는 치매 환자의 혼란스러운 내면을 섬세하게 묘사하며, 기억을 잃어가는 고통과 가족들의 어려움을 보여준다.

## 출연
- 앤서니 홉킨스 - 앤서니 역
- 올리비아 콜먼 - 앤 역
- 루퍼스 슈얼 - 폴 역
- 이머전 푸츠 - 로라/루시 역
- 올리비아 윌리엄스 - 캐서린/앤 역
- 마크 게이티스 - 빌/폴 역
- 아예샤 다커 - 사라이 박사 역

## 수상 내역
- 74회 영국 아카데미 시상식(남우주연상, 각색상)
- 35회 고야상(유럽영화상)
- 46회 LA 비평가 협회상(편집상)
- 43회 밀 밸리 영화제(관객상 - 스트리밍)
- 68회 산세바스티안국제영화제(관객상)
- 제93회 아카데미 시상식(남우주연상, 각색상)